# Cot Tureuengbinu
Cot Tureuengbinu är en kulle i Indonesien.   Den ligger i provinsen Aceh, i den västra delen av landet, 1 700 km nordväst om huvudstaden Jakarta. Toppen på Cot Tureuengbinu är 93 meter över havet.
Terrängen runt Cot Tureuengbinu är platt åt nordväst, men åt sydost är den kuperad. Havet är nära Cot Tureuengbinu åt nordost.  Trakten runt Cot Tureuengbinu är nära nog obefolkad, med mindre än två invånare per kvadratkilometer. I omgivningarna runt Cot Tureuengbinu växer i huvudsak städsegrön lövskog.